# Citroën C15
Citroën C15 – samochód dostawczo-osobowy, produkowany przez firmę Citroën. Zbudowany na bazie modelu Visa. Pozwalał przewozić dwie osoby i ładunek (dostępne były również wersje kilkuosobowe). Po zakończeniu produkcji w 2005 roku, jego chwilowym następcą (właściwie zastępcą) stał się większy Berlingo. Faktycznego następcy doczekał się w 2007 roku w postaci Nemo.

## Opis modelu

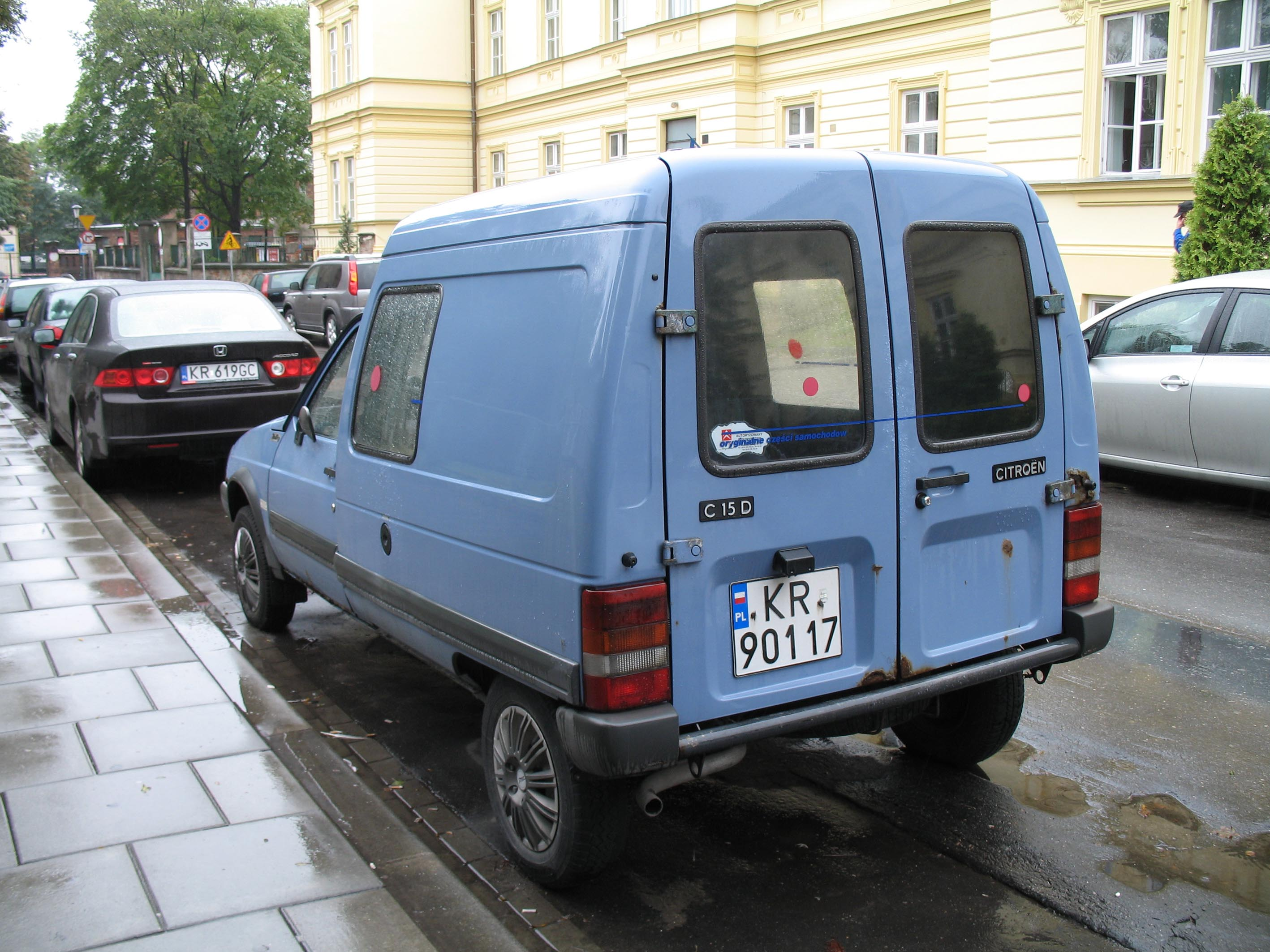
Citroën C15 – tył

Konstrukcja powstała na bazie Visa, jedyną różnicą jest zmodyfikowana tylna część nadwozia. 
W sumie wyprodukowano 1 181 471 egzemplarzy tego samochodu. Rekordowy był rok 1989, gdy powstały 111 502 sztuki C15.
W ostatnich latach C15 produkowane było w hiszpańskiej fabryce w Vigo. Największym importerem była oczywiście Francja, jednak dużą popularnością ten tani samochód cieszył się również w Polsce, Wielkiej Brytanii (pod nazwą Citroën Champ), Belgii, Luksemburgu i Chile.
Citroën C15 był również montowany w Polsce, w zakładzie ZSD Daewoo-FSO w Nysie w latach 1995–2001. Poziom montażu wahał się od kilkuset do 3,6 tys. sztuk. Przykładowo zmontowano: 1996 – ok. 3 tys. szt., 1997 – 3505 szt., 1998 – 3598 szt., 1999 – 1826 szt., 2001 – 679 sztuk.
W Citroënach C15 montowano także silniki napędzane gazem ziemnym CNG oraz silniki elektryczne do użytku, np. na lotniskach.
Ostatnie trzy egzemplarze C15 zyskały specjalne przeznaczenie. Jeden samochód oddano zarządowi miasta Vigo, drugi trafił do muzeum Citroëna w Aulnay, zaś trzeci został rozlosowany wśród pracowników fabryki

### Galeria

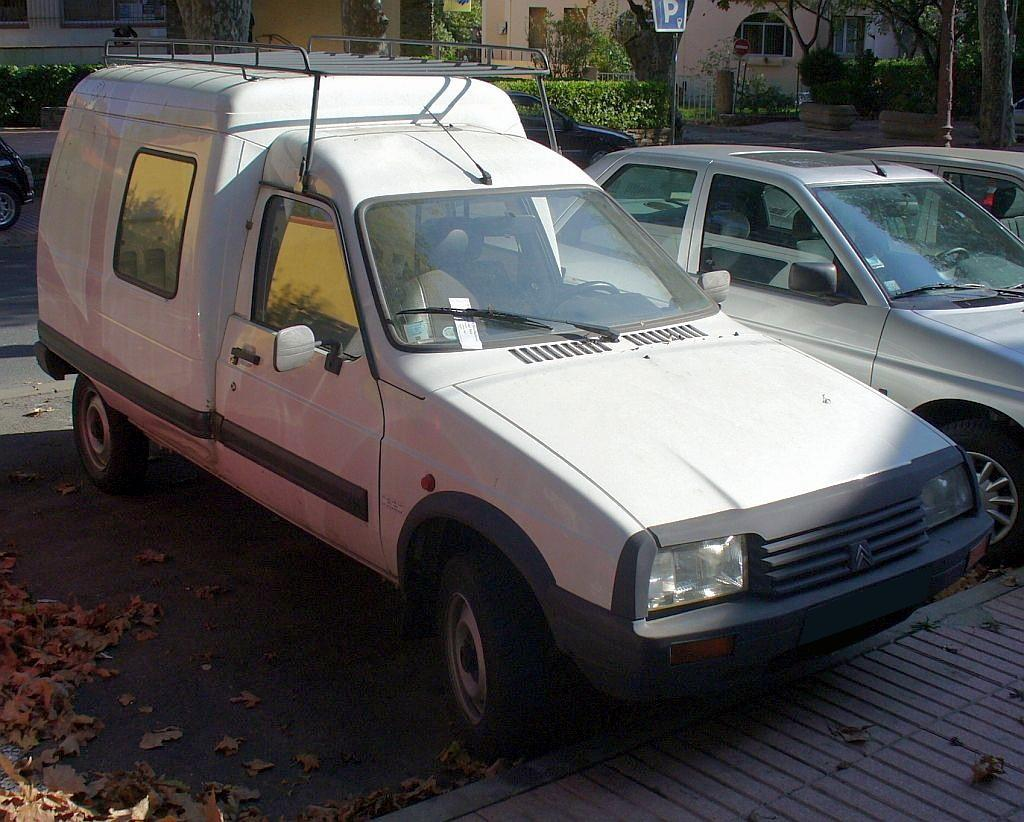
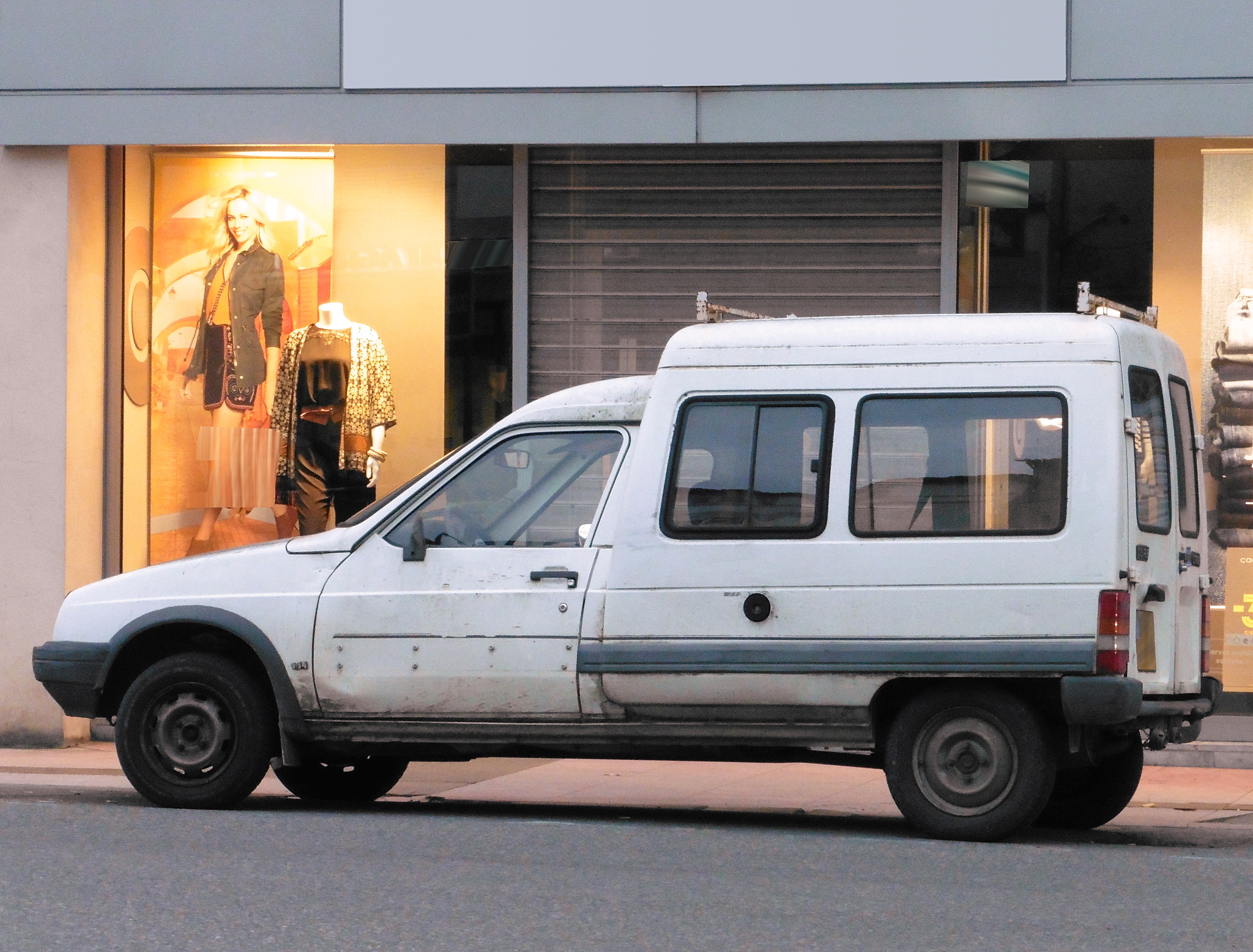
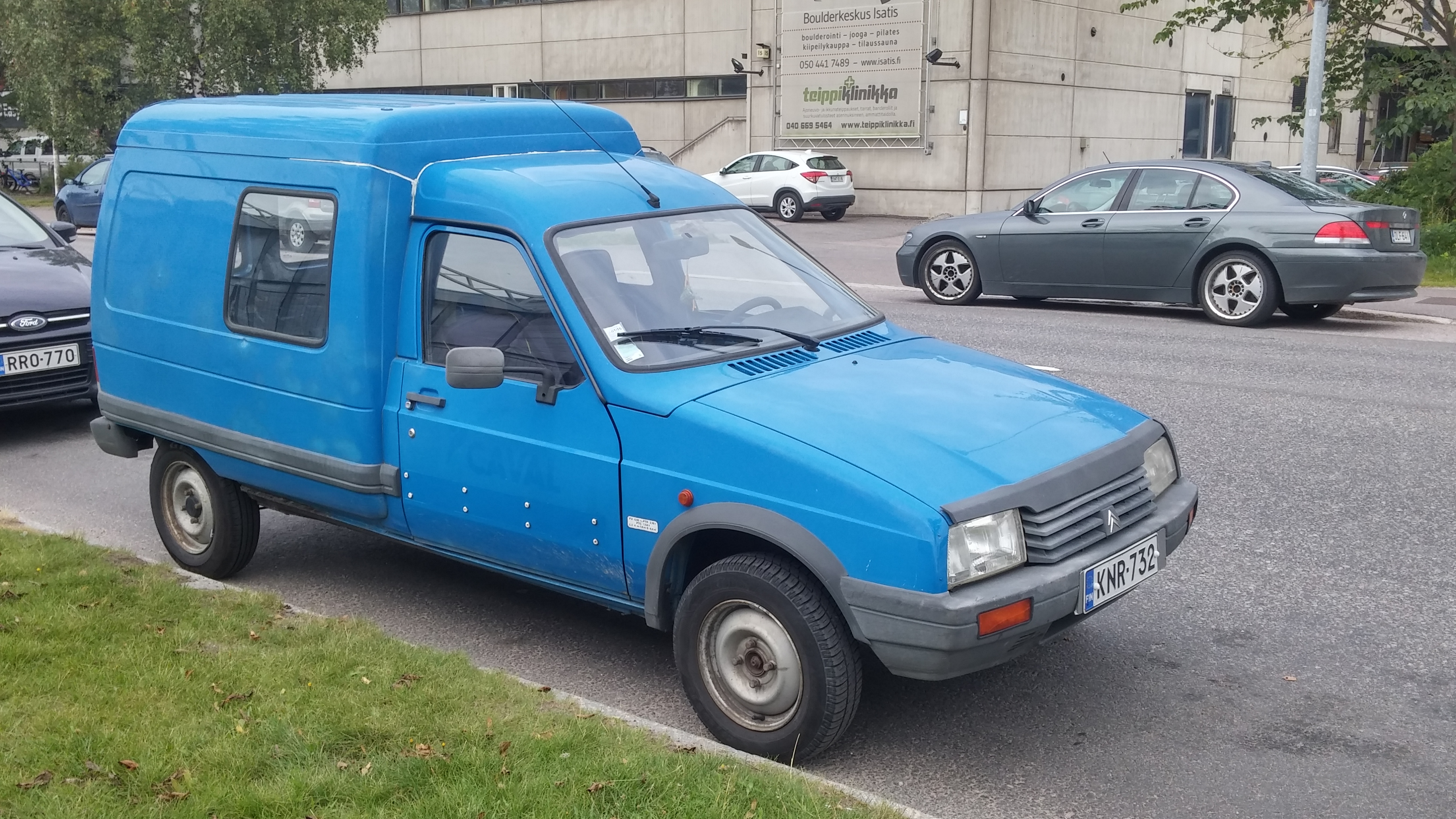

### Silniki
| Silniki benzynowe    | Silniki benzynowe      | Silniki benzynowe | Silniki benzynowe | Silniki benzynowe                 |
| -------------------- | ---------------------- | ----------------- | ----------------- | --------------------------------- |
| Silnik               | Pojemność skokowa[cm³] | Typ silnika       | Kod silnika       | Moc maksymalna [KM] przy obr./min |
| 1.0                  | 954                    | R4                | 108c-C1A          | 44/5200                           |
| 1.1                  | 1118                   | R4                | E1A               | 55/5800                           |
| 1.1                  | 1124                   | R4                | 109K-H1A          | 55/5800                           |
| 1.3                  | 1294                   | R4                | G1A               | 65/5800                           |
| 1.4                  | 1360                   | R4                | 150D-K1G          | 75/5800                           |
| Silniki wysokoprężne |                        |                   |                   |                                   |
| 1.8D                 | 1796                   | R4                | 161A              | 60/4600                           |
| 1.9D                 | 1868                   | R4                | -                 | 58/4600                           |